# Chế độ ăn uống và ung thư

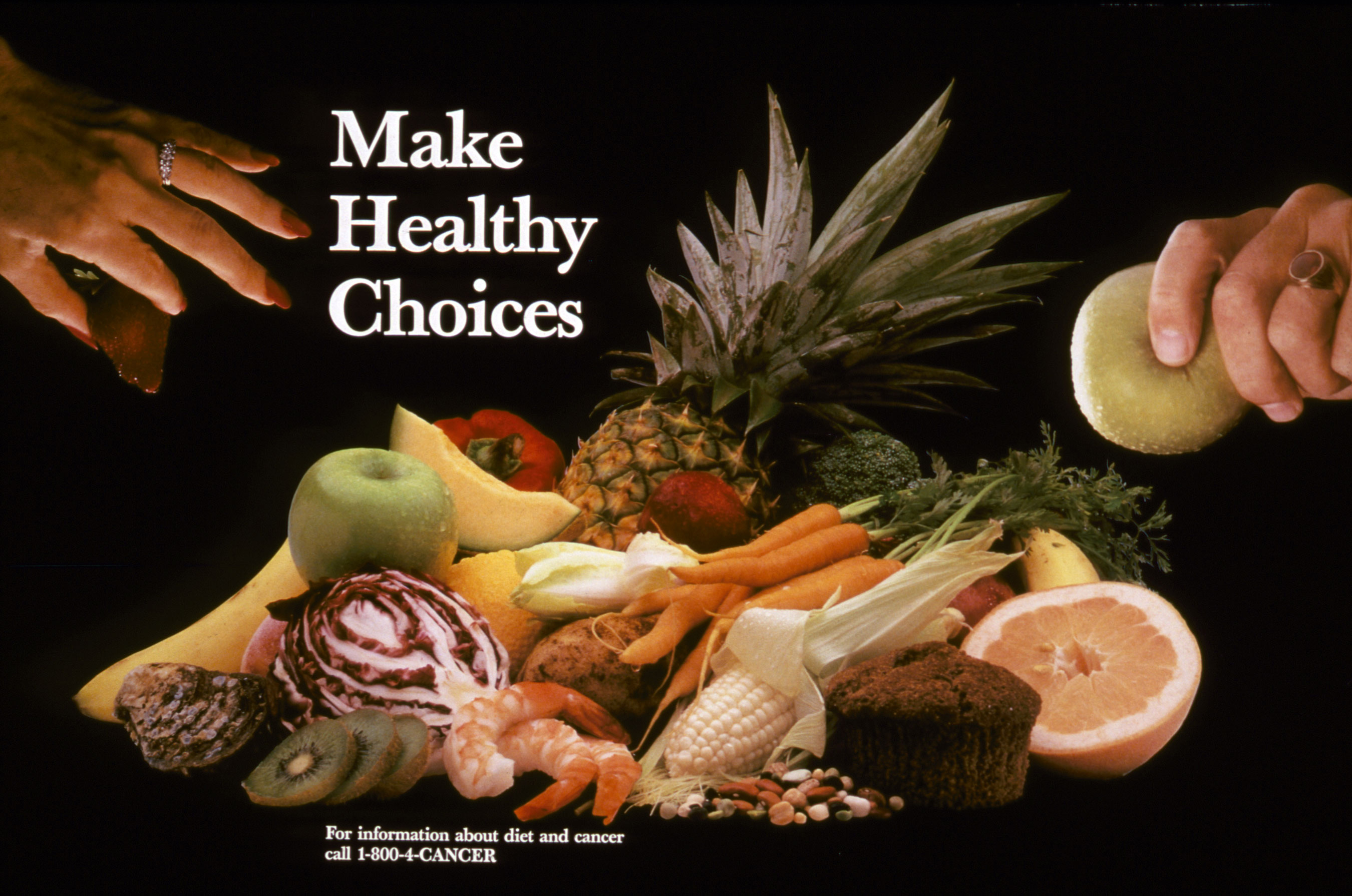
Quảng cáo này cho thấy một chế độ ăn uống lành mạnh giúp phòng ngừa bệnh ung thư.

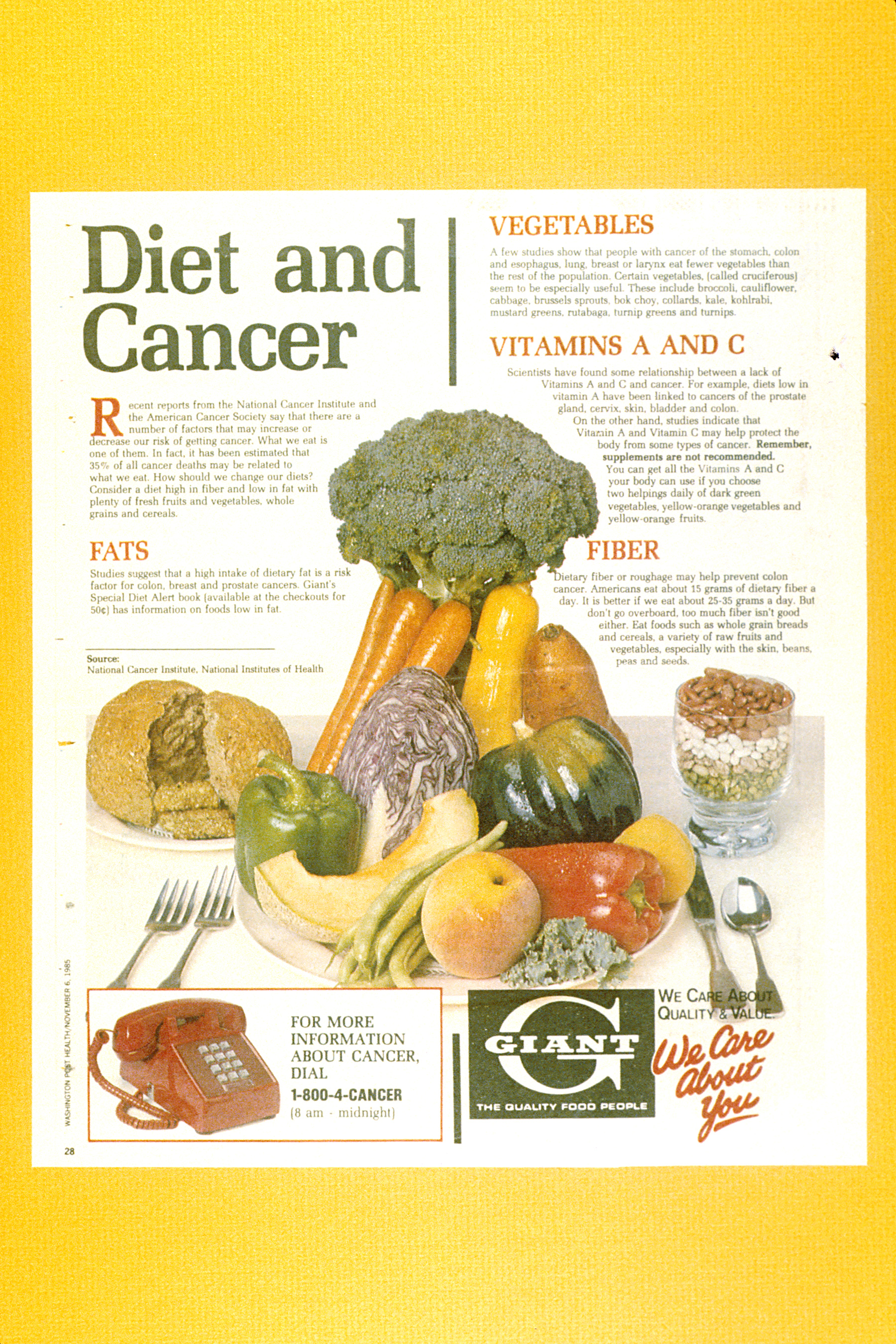
Một quảng cáo trên tờ Washington Post, ngày 6 tháng 11 năm 1985. Quảng cáo nói về chất béo, rau củ, Vitamin A, C và chất xơ. Trên hình cho biết chất xơ hoặc thức ăn thô có thể giúp ngăn ngừa ung thư ruột kết.

Chế độ ăn uống được công nhận có ảnh hưởng đến nguy cơ của mắc bệnh ung thư, với các yếu tố chế độ ăn uống khác nhau vừa tăng vừa giảm thiểu rủi ro. Chế độ ăn uống và béo phì liên quan đến khoảng 30-35% tử vong ung thư, trong khi không hoạt động thể chất có thể liên quan đến 7% nguy cơ xuất hiện ung thư. Một đánh giá trong năm 2011 cho rằng tổng lượng calo ăn vào ảnh hưởng đến tỷ lệ mắc bệnh ung thư và có thể tiến triển thêm.
Mặc dù có nhiều khuyến nghị về chế độ ăn uống được đề xuất để làm giảm nguy cơ mắc ung thư, nhưng một số ít lại thiếu bằng chứng khoa học. Béo phì và uống rượu được xác nhận là nguyên nhân gây ung thư. Việc giảm tiêu thụ uống đồ ngọt có đường được khuyến cáo như một biện pháp để giải quyết tình trạng béo phì.  Một chế độ ăn ít rau quả và nhiều thịt đỏ có mối liên quan đến ung thư nhưng chưa được xác nhận, và tác động có thể không đáng kể cho những người có chế độ dinh dưỡng đảm bảo, với cơ thể khỏe mạnh và duy trì cân nặng ở mức hợp lý.
Một số thực phẩm cụ thể có liên quan đến một số bệnh ung thư nhất định. Các nghiên cứu đã chỉ ra mối liên quan giữa việc tiêu thụ thịt đỏ hay thịt chế biến sẵn có nguy cơ làm tăng bệnh ung thư vú, ung thư ruột kết, ung thư tuyến tiền liệt, và ung thư tuyến tụy, có thể được giải thích một phần bởi sự hiện diện của các chất gây ung thư trong thực phẩm được nấu chín ở nhiệt độ cao. Aflatoxin B1, chất thường xuyên gây nhiễm ở thực phẩm, là nguyên nhân ung thư gan, nhưng uống cà phê lại làm giảm nguy cơ. Nhai trầu gây ung thư miệng. Sự khác biệt trong chế độ ăn uống có thể phần nào giải thích sự khác biệt về tỷ lệ mắc ung thư ở các quốc gia khác nhau. Ví dụ, ung thư dạ dày phổ biến hơn ở Nhật Bản do chế độ ăn nhiều muối và ung thư đại trực tràng phổ biến hơn ở Hoa Kỳ. Các cộng đồng di dân có xu hướng phát triển nguy cơ ung thư trên đất nước mới của họ, thường trong một thế hệ, điều này cho thấy có mối liên hệ đáng kể giữa chế độ ăn uống và bệnh ung thư.
Các khuyến nghị về chế độ ăn uống dự phòng bệnh ung thư thường bao gồm việc quản lý cân nặng hợp lý và ăn "chủ yếu các loại rau quả, trái cây, ngũ cốc nguyên hạt và cá, giảm tiêu thụ thịt đỏ, mỡ động vật, và đường tinh luyện."

## Các loại chế độ ăn uống

### Chế độ ăn kiêng
Một số chế độ ăn kiêng và chế độ ăn hạn chế được cho là hữu ích phòng tránh ung thư. Các chế độ ăn uống trong "chống ung thư" bao gồm chế độ ăn kiêng Breuss, liệu pháp Gerson, chế độ ăn Budwig và thực dưỡng. Tuy nhiên không có chế độ ăn nào trong số những chế độ ăn này được chứng minh khoa học là có hiệu quả, và một số trong số đó đã bị phát hiện là có hại.

### Chế độ ăn mẫu
Dịch tễ học dinh dưỡng sử dụng các số liệu thống kê đa biến, chẳng hạn như phép phân tích thành phần chính và phép phân tích nhân tố, để đo lường hành vi ăn uống theo chế độ mẫu có ảnh hưởng như thế nào đến nguy cơ phát triển ung thư. (Mô hình ăn uống được nghiên cứu kỹ lưỡng nhất là chế độ ăn Địa trung hải.) Dựa trên điểm số đánh giá mô hình chế độ ăn uống của họ, các nhà dịch tễ học phân bố các đối tượng thành các điểm vi phân. Để ước tính ảnh hưởng của hành vi ăn uống đối với nguy cơ ung thư, các nhà khoa học đo lường mối liên quan giữa các điểm vi phân và phân phối tỷ lệ hiện mắc bệnh ung thư (trong nghiên cứu bệnh chứng) và  tỷ lệ mới mắc (trong nghiên cứu dọc). Chúng thường bao gồm các biến số khác nhau trong mô hình thống kê để giải thích những khác biệt giữa những người mắc và không mắc ung thư (biến gây nhiễu). Đối với ung thư vú, đó là một xu hướng nhân rộng cho phụ nữ khi có một chế độ ăn uống "thận trọng hoặc lành mạnh" hơn, tức là chế độ ăn nhiều trái cây và rau quả, để giảm thiểu rủi ro mắc bệnh ung thư. Một chế độ ăn mẫu cho người nghiện rượu ("drinker dietary pattern") cũng liên quan đến nguy cơ ung thư vú cao hơn, trong khi không có sự liên quan chặt chẽ giữa một chế độ ăn kiểu phương Tây với nguy cơ tăng ung thư vú. Thực phẩm ngâm chua có mối liên quan đến ung thư.

## Những thành phần trong chế độ ăn uống

### Đồ uống có cồn
Đồ uống có cồn (Alcohol), hay còn gọi là rượu có liên quan đến tăng nguy cơ mắc một số bệnh ung thư. 3,6% tất cả các trường hợp mắc ung thư và 3,5% các ca tử vong ung thư trên toàn thế giới là do uống rượu. Ung thư vú ở phụ nữ có mối liên kết đến việc uống rượu. Rượu cũng làm tăng nguy cơ ung thư ở miệng, thực quản, họng và thanh quản, ung thư đại trực tràng, ung thư gan dạ dày và buồng trứng. Cơ quan Nghiên cứu Ung thư Thế giới (International Agency for Research on Cancer, IARC), trực thuộc Tổ chức Y tế Thế giới (World Health Organization, WHO) đã phân loại rượu là chất gây ung thư nhóm 1. Được đánh giá là, "Có đủ bằng chứng về khả năng gây ung thư của đồ uống có cồn ở người... Đồ uống có cồn gây ung thư cho con người (Nhóm 1)."

### Thịt đã qua chế biến và thịt đỏ
Vào ngày 26 tháng 10 năm 2015, Cơ quan Nghiên cứu Ung thư Thế giới đã báo cáo rằng ăn thịt đã qua chế biến, như thịt heo muối xông khói, giăm bông, bánh mì kẹp xúc xích, xúc xích hoặc thịt đỏ có mối liên quan đến một số bệnh ung thư.

### Chất xơ, trái cây và rau quả
Bằng chứng về ảnh hưởng của chất xơ đối với nguy cơ ung thư đại tràng xen lẫn với một số loại bằng chứng cho thấy mang lại lợi ích và nhưng số khác thì không. Ăn trái cây và rau quả có ích lợi, nhưng có ít lợi ích hơn trong việc giảm ung thư như chúng ta từng nghĩ.
Một nghiên cứu năm 2014 cho thấy rằng trái cây nhưng không phải là rau quả dự phòng chống lại bệnh ung thư đường tiêu hóa trên. Trong khi đó, trái cây, rau quả và chất xơ dự phòng chống ung thư đại trực tràng còn chất xơ bảo vệ cơ thể khỏi ung thư gan.

### Flavonoids
Flavonoid (cụ thể flavonoid như catechin) là "nhóm hợp chất polyphenolic phổ biến nhất trong chế độ ăn uống của con người và được tìm thấy khắp mọi nơi ở nhiều loài thực vật." Một số nghiên cứu đã cho thấy rằng flavonoid có vai trò trong phòng ngừa ung thư, trong khi đó những nghiên cứu khác đã không thuyết phục được nhận định trên hoặc cho rằng flavonoid có thể có hại.

### Nấm
Theo Tổ chức Nghiên cứu Ung Thư Vương Quốc Anh, "hiện tại không có bằng chứng cho thấy bất kỳ loại nấm hoặc chiết xuất từ nấm nào có thể phòng ngừa hoặc chữa bệnh ung thư", mặc dù nghiên cứu ở một số loài nấm khác vẫn tiếp tục.

### Chất dinh dưỡng có hoạt tính sinh học
Theo Hội Ung thư Hoa Kỳ, mặc dù nghiên cứu trong phòng thí nghiệm đã cho thấy mối liên kết giữa đậu nành và ung thư, nhưng không có bằng chứng về tác dụng chống ung thư của đậu nành trên con người.
Những thử nghiệm trong phòng thí nghiệm đã tìm thấy rằng nghệ có thể có tác dụng chống ung thư. Mặc dù các thử nghiệm đang diễn ra, liều lượng lớn sẽ cần phải được thực hiện cho bất kỳ tác dụng nào. Người ta không biết cái gì, trong bất kỳ tác dụng tích cực nào của nghệ đối với người bị ung thư.
Mặc dù trà xanh đã được quảng cáo có tác dụng chống lại ung thư, nhưng những nghiên cứu về nó vẫn cho ra các kết quả hỗn tạp, lẫn lộn, vì thế chưa chắc chắn rằng trà xanh có giúp con người ngăn ngừa hoặc điều trị ung thư hay không. Một đánh giá chung cho tất cả các nghiên cứu được xuất bản bởi Cục Quản lý Thực phẩm và Dược phẩm Hoa Kỳ năm 2011 đã kết luận rằng rất khó để trà xanh ngăn ngừa bất kỳ loại ung thư nào đó ở người.
Resveratrol đã cho thấy tác động chống ung thư trong các thử nghiệm ở phòng thí nghiệm, nhưng đến năm 2009, vẫn không có bằng chứng về tác động đối với ung thư ở người.
Bổ sung Vitamin D được tiếp thị rộng rãi trên internet và ở những nơi khác cho là có đặc tính chống ung thư. Tuy nhiên, không có đủ bằng chứng để khuyến cáo dùng vitamin D để kê đơn cho những người bị ung thư, mặc dù có một số bằng chứng cho thấy thiếu vitamin D có thể liên quan đến kết quả tồi tệ cho một số bệnh ung thư. Một đánh giá hệ thống năm 2014 của Cochrane Collaboration đã cho thấy, "không có bằng chứng chắc chắn rằng việc bổ sung vitamin D làm giảm hoặc tăng sự xuất hiện ung thư ở phụ nữ trong cộng đồng cao tuổi."

## Cơ chế

### Chuyển hóa Methionin

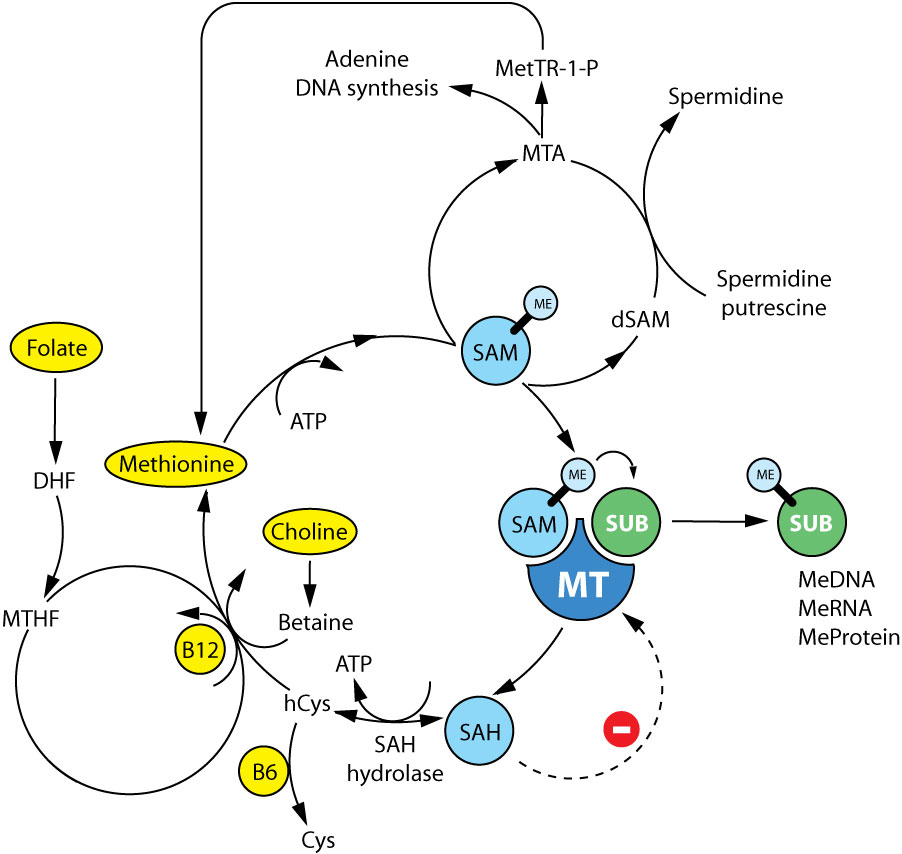
Con đường chuyển hóa methionine. DHF, dihydrofolate; dSAM, decarboxylated S-adenosylmethionine; hCys, homocysteine; ME, methyl group; MetTR-1-P, 5-methylthioribose-1-phosphate; MT, methyltransferase; MTA, methylthioadenosine; MTHF, methylenetetrahydrofolate; SAH, S-adenosyl-L-homocysteine; SAM, S-adenosyl methionine; SUB, substrate.

Mặc dù có nhiều cơ chế tế bào có liên quan đến lượng thức ăn, những nghiên cứu trong hàng thập kỷ qua đã chỉ ra khiếm khuyết trong con đường trao đổi chất methionine là nguyên nhân sinh ung thư. Ví dụ, sự thiếu hụt các nguồn chất chính trong chế độ ăn gồm methyl, methionine và choline, đã dẫn đến sự hình thành ung thư gan ở động vật gặm nhấm. [47] Methionine là một amino acid thiết yếu được cung cấp bởi chế độ ăn uống chứa protein hoặc nhóm methyl (choline và betaine được tìm thấy trong thịt bò, trứng và một số loại rau). Methionine đồng hóa được chuyển hóa trong S-adenosyl methionine (SAM) là chất chuyển hóa quan trọng cho tổng hợp polyamine, ví dụ: sự hình thành spermidine và cysteine (xem hình bên phải). Các sản phẩm phân hủy Methionine cũng được tái chế trở lại thành methionine bằng chuyển hóa homocysteine và methylthioadenosine (MTA) (xem hình bên phải). Vitamin B6, B12, axit folic và choline là các chất sinh học cần thiết cho những phản ứng này. SAM là chất nền cho phản ứng methyl hóa xúc tác bởi DNA, RNA và methyltransferases protein. 

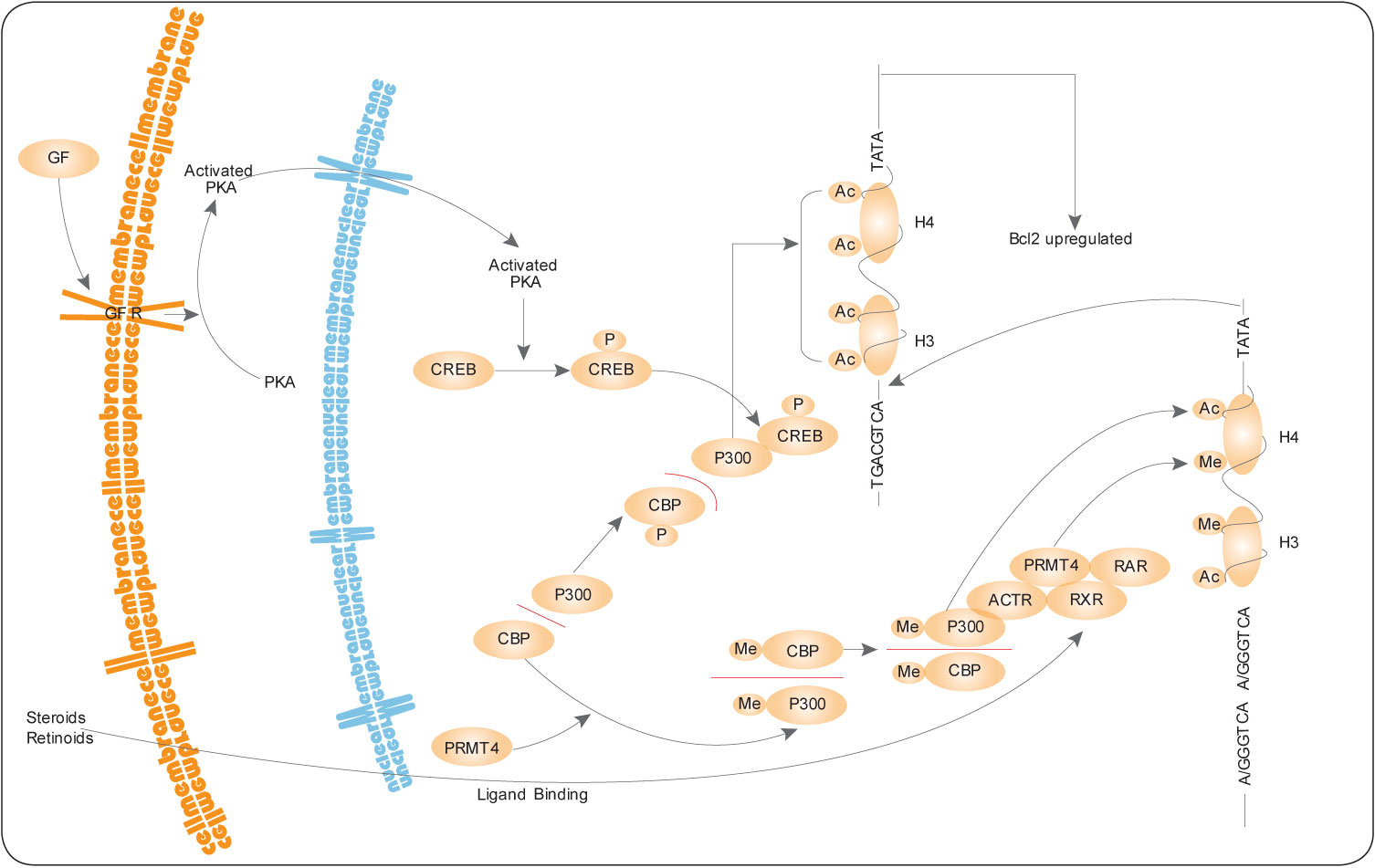
Yếu tố tăng trưởng (GF) và sự hoạt hóa steroid/retinoid của PRMT4.

Các sản phẩm của các phản ứng này là DNA, RNA hoặc protein methyl hóa và S-adenosylhomocysteine (SAH). SAH có một  phản hồi nghịch về sản phẩm của chính nó như là một chất ức chế enzym methyltransferase. Do đó, SAM:Tỷ lệ SAH trực tiếp điều chỉnh quá trình methyl hóa tế bào, trong khi hàm lượng vitamin B6, B12, axit folic và cholin điều hòa gián tiếp trạng thái methyl hóa thông qua chu kỳ trao đổi chất methionin. Một đặc tính gần như phổ biến của ung thư là sự suy yếu của con đường trao đổi chất methionine để đáp ứng với điều kiện di truyền hoặc môi trường dẫn đến sự suy giảm SAM và/hoặc methyl hóa phụ thuộc vào SAM. Cho dù đó là sự thiếu hụt các enzym như methylthioadenosine phosphorylase, sự phụ thuộc methionine của tế bào ung thư, mức độ tổng hợp polyamine cao trong ung thư, hoặc quá trình sinh ung thư thông qua một chế độ ăn uống thiếu methyl bên ngoài hoặc tăng cường bên trong các chất ức chế methyl hóa, hình thành khối u tương quan chặt chẽ với sự giảm mức độ SAM ở chuột Mus, chuột Rattus và con người.
Theo một đánh giá năm 2012, mối quan hệ giữa tác động của việc thiếu hụt methionine với ung thư vẫn chưa được nghiên cứu trực tiếp ở người và ""vẫn còn thiếu kiến thức để đưa ra lời khuyên dinh dưỡng đáng tin cậy".

### Con đường tín hiệu
Nhiều con đường truyền tín hiệu gây ung thư đã tham gia vào quá trình xâm nhập tế bào ung thư và di căn. Trong số những con đường báo hiệu này, con đường truyền tín hiệu Wnt và Hedgehog có liên quan đến sự phát triển của phôi thai,  trong sinh học của tế bào gốc ung thư (CSCs) và trong sự tiếp nhận của chuyển tiếp biểu mô và trung mô (EMT).